# Terrinca
Terrinca è una frazione del comune di Stazzema in alta Versilia.
Il paese si trova alle pendici del monte Corchia, ad ovest della Pania della Croce e ad un'altitudine di m. 517 s.l.m.; dista da Stazzema circa 5 km ed è raggiungibile dal capoluogo comunale, passando prima per la SP 42 e poi per la SP 9 la strada che collega la Versilia alla Garfagnana.

## Monumenti e luoghi d'interesse
- Chiesa dei Santi Clemente e Colombano, parrocchiale
- Oratorio di San Rocco
- Marginette di Terrinca: immagini sacre popolarmente chiamate "Marginette" (perché ai margini delle strade); possono essere piccole cappelline con il tetto a capanna oppure una semplice edicola. Sono molte e presenti sia in paese che nel territorio circostante.
- Statua gigante Madonna del Carmelo
- Big bench (la grande panchina di Passo Croce)